# Benoît Lutgen
Benoît Lutgen (Bastogne, 10 marzo 1970) è un politico belga francofono. Membro del Centro Democratico Umanista (cdH) di cui è presidente dal 1º settembre 2011.
È stato Ministro vallone delle opere pubbliche, dell'agricoltura, della ruralità, della natura, della silvicoltura e del patrimonio.
È uno dei figli dell'ex ministro Guy Lutgen e fratello di Jean-Pierre Lutgen, presidente e amministratore delegato del gruppo ICE.

## Biografia

### Formazione e percorso professionale
Dopo un breve soggiorno nel Regno Unito, Benoît Lutgen è diventato responsabile della pianificazione della produzione di Unilever a Marche-en-Famenne.
Nel 1997 intraprende il campo della comunicazione come indipendente. Coordinatore della campagna elettorale del Partito cristiano-sociale (CPS), nella provincia del Lussemburgo, negli anni 1998-1999, è diventato segretario generale del PSC nel 2001. Ha partecipato alla trasformazione del PSC (che diventa CDH il 18 maggio 2002).

### Itinerario politico
Nel 2003 si presentò per la prima volta nelle elezioni federali. Direttore nazionale della campagna del cdH e candidato al senato (5° vice), ottiene 22 484 voti di preferenza. Divenne poi Direttore Generale del Centro permanente per la cittadinanza e la partecipazione, un'associazione di istruzione permanente legata al cdH.
L'anno successivo, ancora direttore nazionale della campagna cdH, Benoît Lutgen si è presentato questa volta nelle elezioni regionali ed europee. Ha ottenuto rispettivamente 10.018 e 31.942 voti di preferenza e, all'età di 34 anni, è diventato Ministro vallone dell'Agricoltura, della Ruralità, dell'Ambiente e del Turismo (19 luglio 2004).
Durante le elezioni federali nel giugno 2007, si presentò alla Camera nella circoscrizione della provincia del Lussemburgo. Ha ottenuto 24.331 voti di preferenza ma è rimasto ministro nel governo vallone.
A seguito delle elezioni regionali del giugno 2009 rimane ministro vallone con le competenze delle attrezzature, dell'agricoltura, della ruralità, e dell'eredità e conservazione della natura.
L'11 dicembre 2009 è stato eletto, insieme a Joëlle Milquet, alla presidenza della CDH con l'87% dei voti.
Il 1º settembre 2011 è succeduto a Joëlle Milquet ed è diventato presidente del cdH. Poche settimane dopo, ha anche ufficialmente dichiarato di essere candidato per la carica di bourgomastro di Bastogne in vista delle elezioni comunali dell'ottobre 2012.
Dopo la sua adesione alla presidenza del suo partito, Benoît Lutgen si è dimesso come ministro il 15 dicembre 2011 ed è stato sostituito da Carlo Di Antonio nel governo vallone. Dopo le elezioni comunali del 2012, è diventato bourgomastro di Bastogne. Il 19 giugno 2017, Benoît Lutgen, presidente del Centro Democratico Umanista (Cdh) revoca la fiducia nei governi di Bruxelles, Vallonia e Comunità francese sulla scia degli scandali all'interno del Partito Socialista.

## Affermazioni
Durante un'intervista al giornale De Standaard il 20 giugno 2013 ha fatto una notevole affermazione:
Capisco molto bene quello che i Fiamminghi hanno sentito. È deplorevole quello che è successo con il Fiammingo. Il popolo fiammingo non poteva essere approvato nella propria lingua. Quando vennero a lavorare, in Vallonia, furono trattati come cani e dovettero dormire con gli animali. Capisco i sentimenti a questo proposito. Ma io dico ai Fiamminghi: non cadete negli stessi eccessi, non fate lo stesso con noi come quello che i miei antenati hanno fatto con voi

## Temi di campagna

### Nuove città
Per far fronte alla crescita della popolazione in Vallonia, Benoît Lutgen è favorevole alla creazione di nuove città, come nel caso di Louvain-la-Neuve..